# Orcevia
Orcevia Thorell, 1890 è un genere di ragni appartenente alla famiglia Salticidae.

## Distribuzione
Le 6 specie note sono state reperite in Indonesia (Sumatra e Giava), in Malaysia, Cina e Vietnam.

## Tassonomia
Per la descrizione delle caratteristiche di questo genere sono stati esaminati gli esemplari tipo di O. keyserlingi Thorell, 1890.
Rimosso dalla sinonimia con Laufeia Simon, 1889 a seguito di un lavoro degli aracnologi Prószyński & Deeleman-Reinhold del 2012; ritenuto nuovamente sinonimo di Laufeia dopo uno studio di Zhang & Maddison del 2015; è stato rivalidato come genere a sé da un lavoro di Prószyński del 2019.
Non sono stati esaminati esemplari di questo genere dal 2021.
Attualmente, a febbraio 2022, si compone di 6 specie:
1. Orcevia eucola Thorell, 1890 — Indonesia (Sumatra)
2. Orcevia keyserlingi Thorell, 1890[2] — Indonesia (Sumatra e Giava)
3. Orcevia kuloni Prószyński & Deeleman-Reinhold, 2012 — Indonesia (Giava)
4. Orcevia perakensis (Simon, 1901) — Indonesia (Giava), Malaysia
5. Orcevia proszynskii (Song, Gu & Chen, 1988) — Cina
6. Orcevia terrestris Logunov, 2021 — Vietnam